# François Le Vot

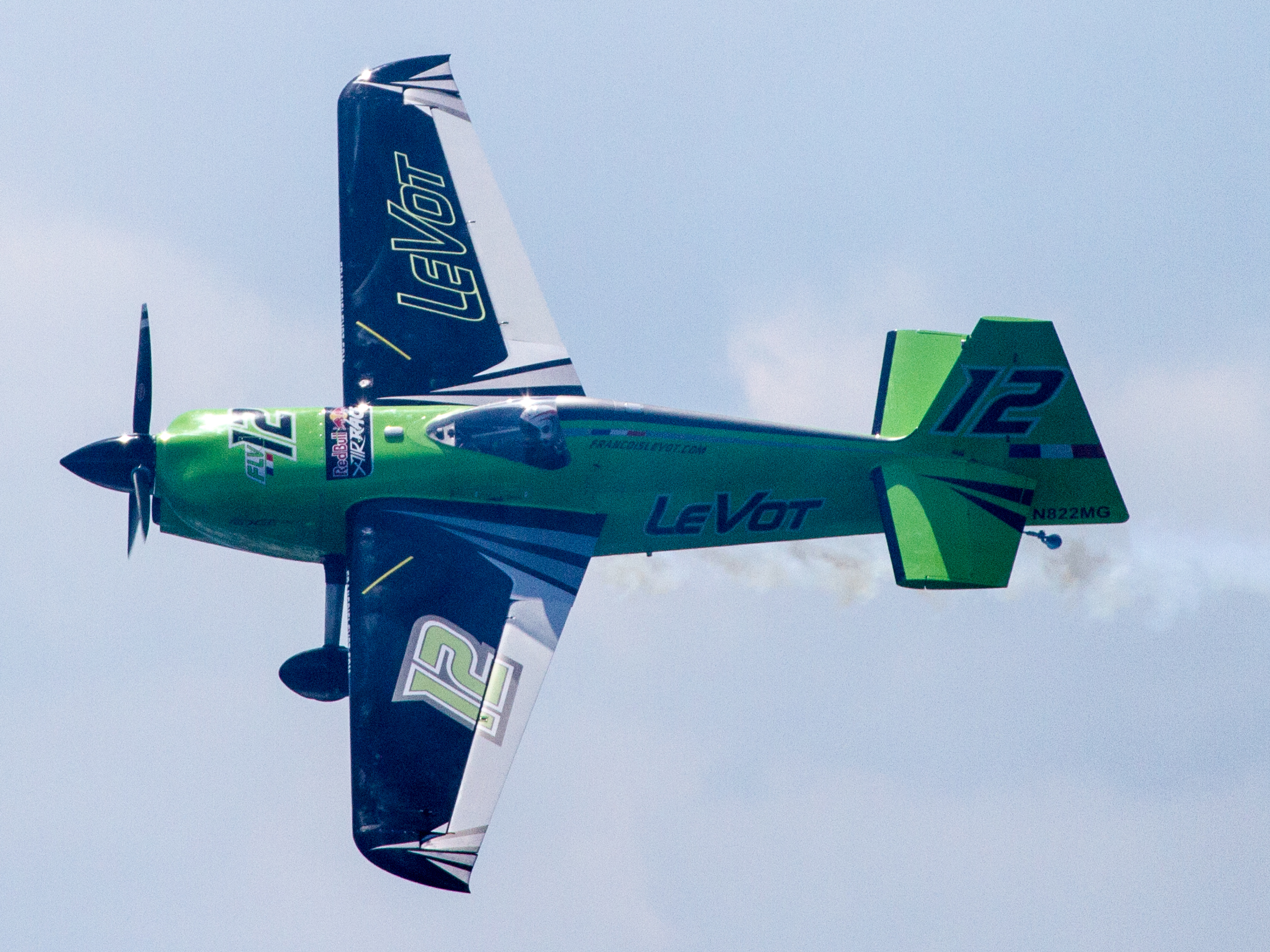
2017 Red Bull Air Race of Chiba - N822MG

François Le Vot (2 mei 1970) is een Frans piloot die vecht in het Franse leger. Daarnaast neemt hij vanaf 2014 deel aan de Red Bull Air Race World Series. Hij was de leider van het kunstvliegteam van de Franse luchtmacht en werd in 2013 wereldkampioen kunstvliegen.

## Carrière
Le Vot maakte zijn debuut in de Red Bull Air Race in 2014 in de Challenger Cup. Hij won de eerste drie races in Abu Dhabi, Rovinj en Putrajaya en werd eerste in de eindstand, maar eindigde slechts als vierde in de laatste race die de kampioen bepaalde. In 2015 maakte hij de overstap naar de Master Class, alhoewel hij geen punten wist te scoren. In 2016 wist hij zichzelf in de eerste race in Abu Dhabi te verbeteren naar de derde plaats achter Nicolas Ivanoff en Matthias Dolderer.